# Angostura alipes
Angostura alipes là một loài thực vật]] thuộc họ Rutaceae. Đây là loài đặc hữu của Ecuador.